# Manuel Gutiérrez Navas
Manuel Gutiérrez Navas (Sevilla, 1890-Madrid, 1971) fue un pintor, crítico, guionista y dramaturgo español.

## Biografía
Nacido el 14 de octubre de 1890 en Sevilla, colaboró con ilustraciones para diversas revistas de la época. Gutiérrez Navas, que además de pintor fue guionista y crítico artístico, fue autor de obras de teatro como ¡Un tiro! (1934). Falleció en 1971 en Madrid. En 1978 se celebró en la galería Grifé y Escoda una exposición de la obra del pintor.Fue padre de la también pintora Concha Gutiérrez.